# Кирило Лукаріс
Кири́ло Лу́каріс (грец. Κύριλλος Λούκαρις, 1572, Іракліон — 28 червня 1637; за іншими даними 1638, Босфор) — православний церковний діяч, патріарх Александрійський (1602—1620), патріарх Константинопольський (1612, 1620—1638 з перервами). Святий, канонізований Александрійським патріархатом 6 жовтня 2009 року, Вселенським патріархатом — 11 січня 2022 року. День пам'яті — 27 червня.

## Біографія
Народився на острові Крит.
У 1596 pоці був висланий Александрійським патріархом Мелетієм Пігасом для участі у православному Берестейському соборі. Деякий час викладав у Острозькій академії.
У 1601 році був видворений із Речі Посполитої, після чого в листі до львівського латинського архієпископа Яна Димітра Соліковського пояснював мету своєї місії, висловлював намір до порозуміння з РКЦ.
Був Александрійським (1601–1620) та Константинопольським патріархом у 1612, 1620–1623, 1623–1633, 1633–1634, 1634–1635, 1637–1638 роках в Османській Греції. Підтримував тісні зв'язки з Україною, затвердив Луцьке братство та статути братських шкіл у Луцьку і Києві (див. Київська братська школа, братства). У 1627 році заснував друкарню у Константинополі.
28 червня 1638 року за наказом султана Мурада IV задушений, а його тіло було кинуте в море.